# Altıntaş (district)
Altıntaş is een Turks district in de provincie Kütahya en telt 20.316 inwoners (2007). De hoofdplaats is de gelijknamige stad Aliağa. Het district heeft een oppervlakte van 946,7 km².
De bevolkingsontwikkeling van het district is weergegeven in onderstaande tabel.
| 1997   | 2000   | 2007   |
| ------ | ------ | ------ |
| 24.764 | 25.271 | 20.316 |